# 曼西利亚德拉斯穆拉斯
曼西利亚德拉斯穆拉斯，是西班牙卡斯蒂利亚-莱昂莱昂省的一个市镇。 总面积35平方公里，总人口1754人（001年），人口密度50人/平方公里。